# Wspólnota administracyjna Langer Berg
Wspólnota administracyjna Langer Berg (niem. Verwaltungsgemeinschaft Langer Berg) – dawna wspólnota administracyjna w Niemczech, w kraju związkowym Turyngia, w powiecie Ilm. Siedziba wspólnoty znajdowała się w miejscowości Gehren.
Wspólnota administracyjna zrzesza;a cztery gminy, w tym jedną gminę (Landgemeinde) oraz trzy gminy (Gemeinde):
1. Gehren
2. Herschdorf
3. Neustadt am Rennsteig
4. Pennewitz

6 lipca 2018 wspólnota administracyjna została rozwiązana. Gminy Gehren oraz Pennewitz przyłączono do miasta Ilmenau, natomiast gminy Herschdorf oraz Neustadt am Rennsteig przyłączono do wspólnoty administracyjnej Großbreitenbach.